# Таможенный кодекс Таможенного союза
Таможенный кодекс Таможенного союза — кодифицированный нормативно-правовой акт, регулирующий отношения по поводу перемещения товаров через таможенную границу Таможенного союза. Заменил собой таможенные кодексы стран-участниц Таможенного союза. Принят в ноябре 2009 года, действовал до 1 января 2018 года.

## Положения
Таможенное регулирование в таможенном союзе в рамках Евразийского экономического сообщества — правовое регулирование отношений, связанных с перемещением товаров через таможенную границу таможенного союза, их перевозкой по единой таможенной территории таможенного союза под таможенным контролем, временным хранением, таможенным декларированием, выпуском и использованием в соответствии с таможенными процедурами, проведением таможенного контроля, уплатой таможенных платежей, а также властных отношений между таможенными органами и лицами, реализующими права владения, пользования и распоряжения указанными товарами.
Таможенное регулирование в таможенном союзе осуществляется в соответствии с таможенным законодательством таможенного союза, а в части, не урегулированной таким законодательством, до установления соответствующих правоотношений на уровне таможенного законодательства таможенного союза, — в соответствии с законодательством государств — членов таможенного союза.

## Замена на Таможенный кодекс ЕАЭС с 2018 года
В 2016—2017 годах Евразийская экономическая комиссия составила проект Таможенного кодекса ЕАЭС, который заменил собой Таможенный кодекс Таможенного союза с 1 января 2018 года. В нём присутствует ряд новшеств, в частности:
- взаимное признание уполномоченных экономических операторов
- перспективы исключения представления при таможенном декларировании документов о подтверждении соответствия требованиям технических регламентов Таможенного союза
- меры, направленные на развитие механизма единого окна